# Vasilios Xydas
Vasilios Xydas (griego: Βασίλειος Ξυδάς; Atenas, 1877 - m. desconocida) fue un atleta griego que compitió en los Juegos Olímpicos de Atenas 1896.
Xydas compitió en la prueba de salto con pértiga; tuvo una dubitativa actuación, ya que fue el único atleta que no recibió medalla en este evento al ubicarse quinto por detrás de los griegos Ioannis Theodoropoulos y Evangelos Damaskos, quienes empataron en la tercera posición por detrás de los estadounidenses William Hoyt y Albert Tyler. Hubo solamente cinco atletas en el evento. El mejor salto de Xydas fue de 2,40 metros.